# Mistrzostwa Świata w Kajakarstwie 1966
7. Mistrzostwa świata w kajakarstwie odbyły się w dniach 19–21 sierpnia 1966 w Berlinie w Niemieckiej Republice Demokratycznej.
Rozegrano 13 konkurencji męskich i 3 kobiece. Mężczyźni startowali w kanadyjkach jedynkach (C-1) i dwójkach (C-2) oraz w kajakach jedynkach (K-1), dwójkach (K-2) i czwórkach (K-4), zaś kobiety w kajakach jedynkach, dwójkach i czwórkach. Liczba i rodzaj konkurencji nie zmieniły się od poprzednich mistrzostw. Po raz pierwszy zastosowano zasadę, ze w danej konkurencji państwo mogło wystawić tylko jedna osadę.
Pierwsze miejsce w klasyfikacji medalowej wywalczyli reprezentanci Związku Radzieckiego.

## Medaliści

### Mężczyźni

#### Kanadyjki
| Konkurencja: | Złoto:                                        | Rezultat | Srebro:                                  | Rezultat | Brąz:                                | Rezultat |
| C-1 1000 m   | Detlef Lewe                                   | 4:29,33  | Tamás Wichmann                           | 4:31,55  | Anatolij Martynow                    | 4:32,92  |
| C-1 10 000 m | Antal Hajba                                   | 50:39,02 | Rudolf Pěnkava                           | 50:40,96 | Michaił Zamotin                      | 50:55,43 |
| C-2 1000 m   | Rumunia · Vicol Calabiciov · Serghei Covaliov | 4:10,98  | Szwecja · Bernt Lindelöf · Erik Zeidlitz | 4:12,84  | Węgry · Árpád Soltész · Csaba Szantó | 4:13,78  |
| C-2 10 000 m | Rumunia · Petre Maxim · Gheorghe Simionov     | 46:09,41 | ZSRR · Wałerij Drybas · Andrij Chimicz   | 46:42,39 | Węgry · András Peter · István Cserha | 46:55,25 |

#### Kajaki
| Konkurencja:  | Złoto:                                                                            | Rezultat | Srebro:                                                                       | Rezultat | Brąz:                                                                                | Rezultat |
| K-1 500 m     | Aurel Vernescu                                                                    | 1:48,93  | Erik Hansen                                                                   | 1:49,94  | Paul Hoekstra                                                                        | 1:50,45  |
| K-1 1000 m    | Aleksandr Szaparenko                                                              | 3:59,26  | Erik Hansen                                                                   | 4:00,20  | Imre Kemecsey                                                                        | 4:02,37  |
| K-1 10 000 m  | Mihály Hesz                                                                       | 45:28,05 | Władimir Ziemlakow                                                            | 45:29,75 | Fritz Briel                                                                          | 45:30,71 |
| K-1 4 × 500 m | ZSRR · Heorhij Kariuchin · Jurij Kabanow · Vilnis Baltiņš · Dmitrij Matwiejew     | 7:36,05  | Węgry · Mihály Hesz · András Szente · Ferenc Cseh · Imre Kemecsey             | 7:36,90  | Rumunia · Vasilie Nicoară · Haralambie Ivanov · Atanasie Sciotnic · Aurel Vernescu   | 7:40,56  |
| K-2 500 m     | Rumunia · Aurel Vernescu · Atanasie Sciotnic                                      | 1:37,62  | RFN · Heinz Büker · Holger Zander                                             | 1:38,50  | ZSRR · Władimir Obrazcow · Heorhij Kariuchin                                         | 1:38,94  |
| K-2 1000 m    | ZSRR · Aleksandr Szaparenko · Jurij Stecenko                                      | 3:37,51  | Rumunia · Aurel Vernescu · Atanasie Sciotnic                                  | 3:38,23  | Węgry · Ferenc Cseh · Endre Hazsik                                                   | 3:40,11  |
| K-2 10 000 m  | Węgry · Imre Szöllősi · László Fábián                                             | 40:59,38 | Norwegia · Egil Søby · Jan Johansen                                           | 41:07,88 | Czechosłowacja · Pavel Kvasil · František Švec                                       | 41:40,40 |
| K-4 1000 m    | Rumunia · Atanasie Sciotnic · Mihai Țurcaș · Haralambie Ivanov · Anton Calenic    | 3:09,87  | Austria · Günther Pfaff · Kurt Lindlgruber · Helmut Hediger · Gerhard Seibold | 3:09,97  | ZSRR · Aleksandr Szaparenko · Jurij Stecenko · Heorhij Kariuchin · Wołodymyr Morozow | 3:10,30  |
| K-4 10 000 m  | ZSRR · Nikołaj Czużykow · Anatolij Griszyn · Wołodymyr Morozow · Wiaczesław Ionow | 36:56,68 | Węgry · Imre Szöllősi · László Fábián · János Petroczy · László Ürögi         | 36:57,74 | NRD · Günter Holzvoigt · Wolfgang Lange · Wolfgang Niedrig · Siegwart Krabe          | 37:06,80 |

### Kobiety

#### Kajaki
| Konkurencja: | Złoto:                                                                              | Rezultat | Srebro:                                                             | Rezultat | Brąz:                                                               | Rezultat |
| K-1 500 m    | Ludmiła Pinajewa                                                                    | 2:05,10  | Roswitha Esser                                                      | 2:05,26  | Anita Kobuß                                                         | 2:06,12  |
| K-2 500 m    | NRD · Anita Kobuß · Helga Ulze                                                      | 1:59,41  | ZSRR · Marija Szubina · Antonina Sieriedina                         | 1:59,86  | Węgry · Katalin Benkő · Anna Pfeffer                                | 1:59,95  |
| K-4 500 m    | ZSRR · Marija Szubina · Antonina Sieriedina · Ludmiła Pinajewa · Nadieżda Lewczenko | 1:45,91  | RFN · Sigrid Kummer · Roswitha Esser · Irene Rozema · Renate Breuer | 1:49,19  | NRD · Käthe Pohland · Karin Haftenberger · Anita Kobuß · Helga Ulze | 1:49,23  |

## Klasyfikacja medalowa
| Miejsce | Państwo        | Złoto | Srebro | Brąz | Razem |
| ------- | -------------- | ----- | ------ | ---- | ----- |
| 1       | ZSRR           | 6     | 3      | 4    | 13    |
| 2       | Rumunia        | 5     | 1      | 1    | 7     |
| 3       | Węgry          | 3     | 3      | 5    | 11    |
| 4       | RFN            | 1     | 3      | 1    | 5     |
| 5       | NRD            | 1     | 0      | 3    | 4     |
| 6       | Dania          | 0     | 2      | 0    | 2     |
| 7       | Czechosłowacja | 0     | 1      | 1    | 2     |
| 8       | Austria        | 0     | 1      | 0    | 1     |
| 8       | Norwegia       | 0     | 1      | 0    | 1     |
| 8       | Szwecja        | 0     | 1      | 0    | 1     |
| 11      | Holandia       | 0     | 0      | 1    | 1     |
|         | Razem          | 16    | 16     | 16   | 48    |